# Abbazia di Novacella
L'abbazia di Novacella (Augustiner-Chorherrenstift Neustift in tedesco), è un'abbazia agostiniana a Novacella, frazione di Varna, vicino a Bressanone nella provincia autonoma di Bolzano, sorta nella prima metà del XII secolo. È una delle più importanti abbazie del nord Italia e dell'Arco Alpino costituita da un complesso di edifici religiosi e civili. Nel maggio 1956 papa Pio XII la elevò alla dignità di basilica minore.

## Storia

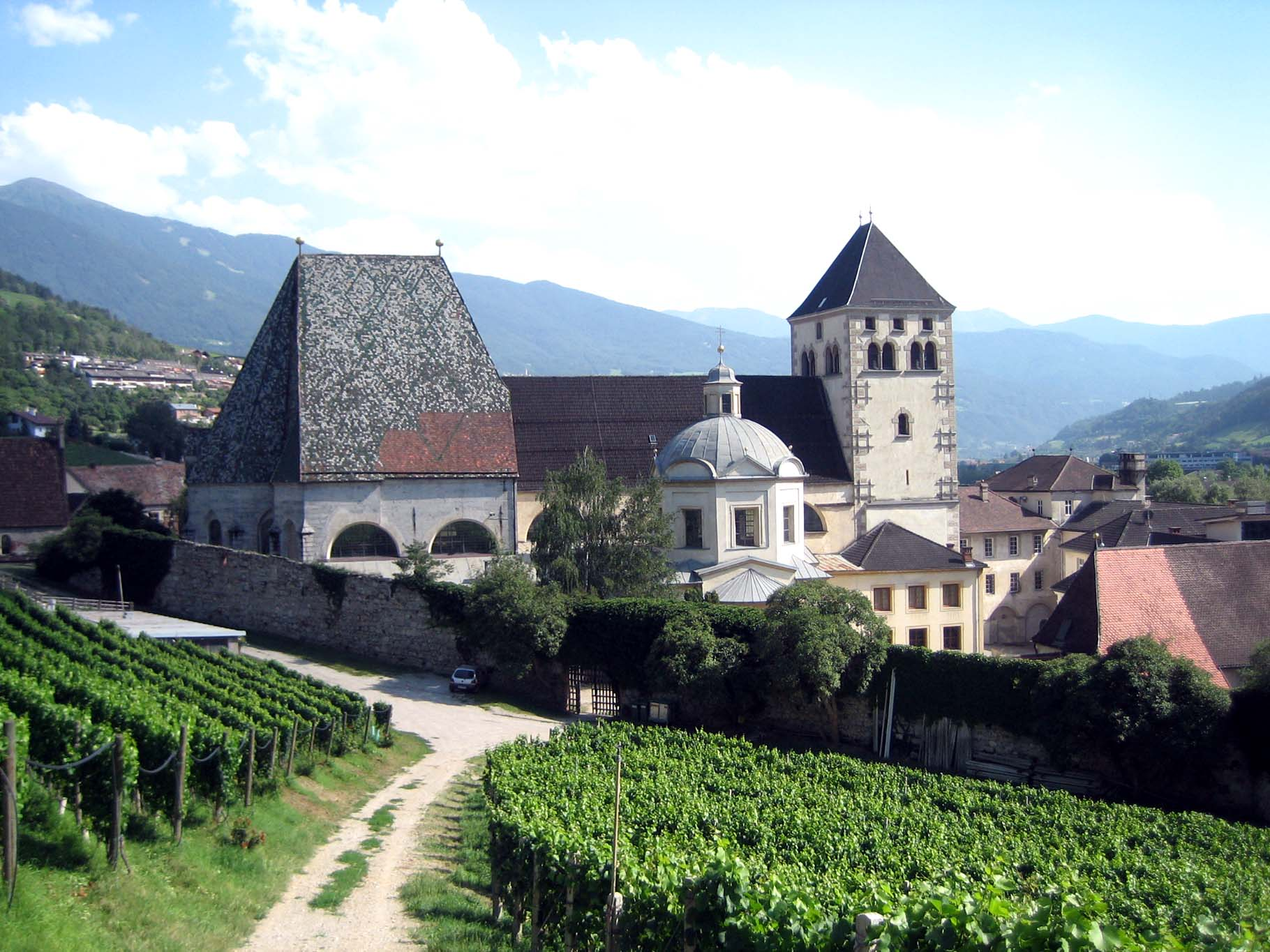
Vista dell'abbazia da nord

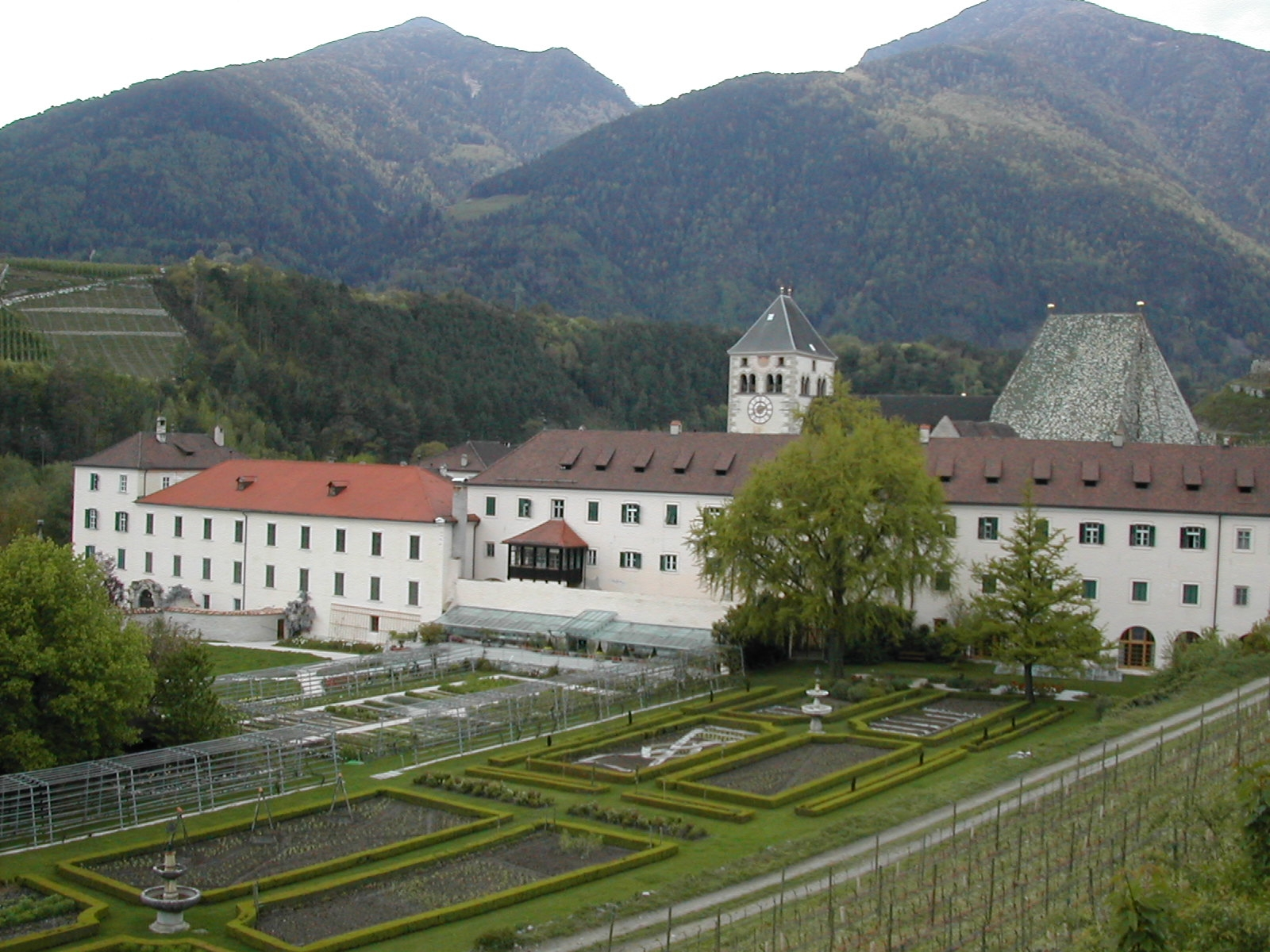
Veduta dell'abbazia

Il convento di Novacella è stato fondato nel 1142 dal vescovo della diocesi di Bressanone beato Artmanno, già preposito dell'abbazia di Klosterneuburg, con il supporto del burgravio di Sabiona Reginbert e della sua consorte Christina. Il 9 aprile 1143 il convento e i suoi possedimenti furono riconosciuti giuridicamente da papa Innocenzo II. L'abbazia appartiene alla Congregazione Lateranense Austriaca dei Canonici Regolari di San Agostino. Il convento fece parte dell'ambizioso programma di riforma ecclesiastica avviato da Corrado I di Abenberg all'interno dell'arcidiocesi di Salisburgo, della cui area metropolitana la diocesi di Bressanone fece parte.
L'edificio è stato diverse volte ricostruito e ampliato fino a tutto il Settecento.
L'Abbazia, fin dalla sua fondazione, è stata un luogo di ricovero per i pellegrini provenienti dal Nord Europa e diretti verso Roma e la Terrasanta, dopo la dura prova dell'attraversamento dei valichi alpini.
Nel 1445 vi fu sepolto il noto poeta tardomedievale Oswald von Wolkenstein.
A seguito della soppressione degli ordini religiosi, voluta dalla rivoluzione francese e attuata da Napoleone, molte abbazie vennero soppresse in Europa. L'Abbazia di Novacella fu soppressa dal governo bavarese, allora regnante nel Tirolo, nel 1807.
Con la riunificazione del Tirolo all'Austria l'Abbazia fu ripristinata e reinvestita dei suoi diritti e beni con l'editto dell'Imperatore Francesco I (1816).
Da quasi mille anni i Canonici Regolari di Sant'Agostino si occupano dell'educazione dei ragazzi. Infatti l'Abbazia è tuttora sede di un collegio con scuola media frequentato da studenti provenienti da Bressanone e da varie parti della provincia di Bolzano.
Da ormai più di trent'anni la vocazione educativa si rivolge anche alle persone più adulte, infatti dal 1970 nell'abbazia esiste un Centro Convegni. È inoltre stato istituito un centro per la pastorale del turismo e per l'apostolato biblico, oltre ad un centro ecologico (ÖZN - Ökozentrum Neustift) fondato nel 1988.
Oggi si visitano la grande chiesa barocca dedicata alla Madonna, ricca di opere d'arte, e gli stupendi saloni della Prelatura. Dal 2004 anche il giardino storico è stato riaperto al pubblico dopo lavori di restauro e valorizzazione (nel triennio 2000-2003). Alcuni di questi interventi sono stati realizzati anche grazie ai fondi del Gioco del Lotto, in base a quanto regolato dalla legge 662/1996.

## Descrizione

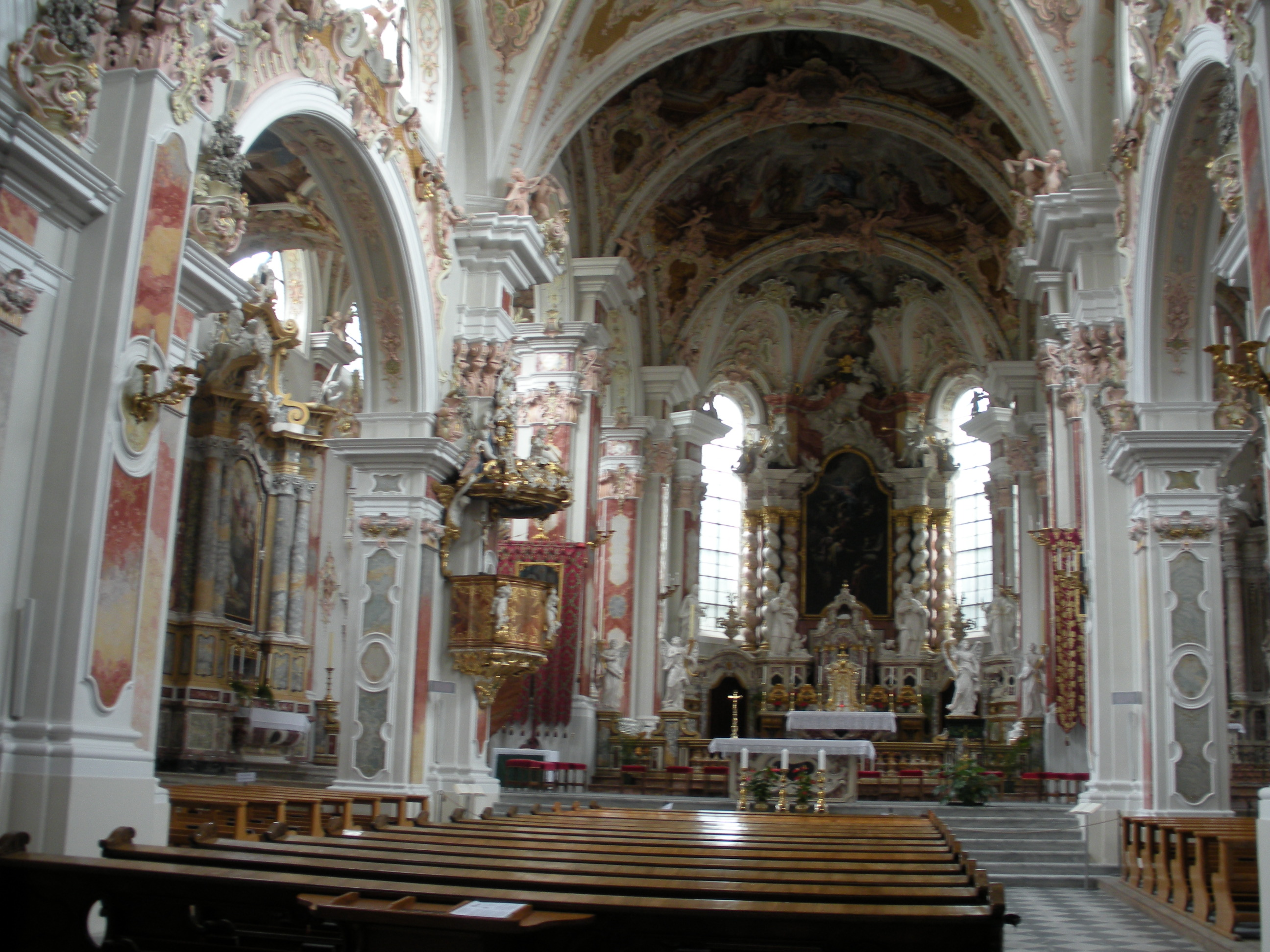
L'interno della basilica di Santa Maria Assunta, realizzata da Antonio Giuseppe Sartori nel 1773

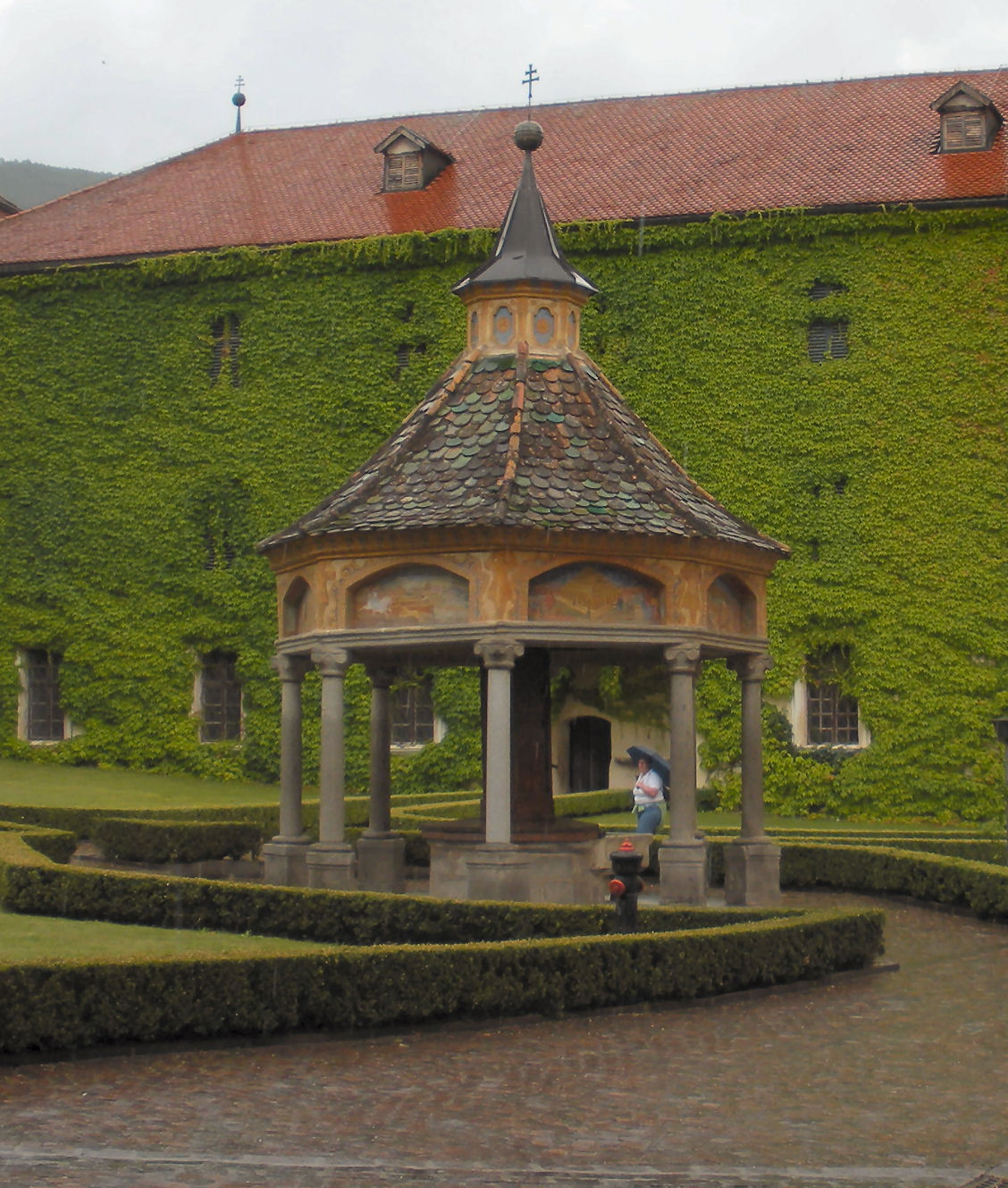
Il "Pozzo delle Meraviglie"

Il complesso fortificato, al quale si accede tramite un piccolo ponte coperto, è costituito da diversi edifici di diverse epoche e stili differenti (campanile in stile romanico, coro e presbiterio della chiesa e chiostro in stile gotico, chiesa e biblioteca in forme barocche e rococò) coesistono armoniosamente in uno spazio ben definito. Ancora oggi Novacella mostra l'impianto originario del XII secolo.
La chiesa di Santa Maria Assunta è stata interamente rifatta nel Settecento in stile barocco da Giuseppe Delai, mantenendo il presbiterio gotico. La chiesa conserva numerosi pregevoli dipinti e affreschi, alcuni di Matthäus Günther. Costituisce un tipico esempio del Barocco Alpino e Bavarese.
Al centro del cortile principale dell'abbazia si trova il pozzo rinascimentale, detto “pozzo delle meraviglie” (Wunderbrunnen) perché sovrastato da un'edicola ottagonale sui cui lati sono raffigurate le sette meraviglie dell'antichità e sull'ottavo lato, orgogliosamente, l'abbazia stessa.

### Biblioteca

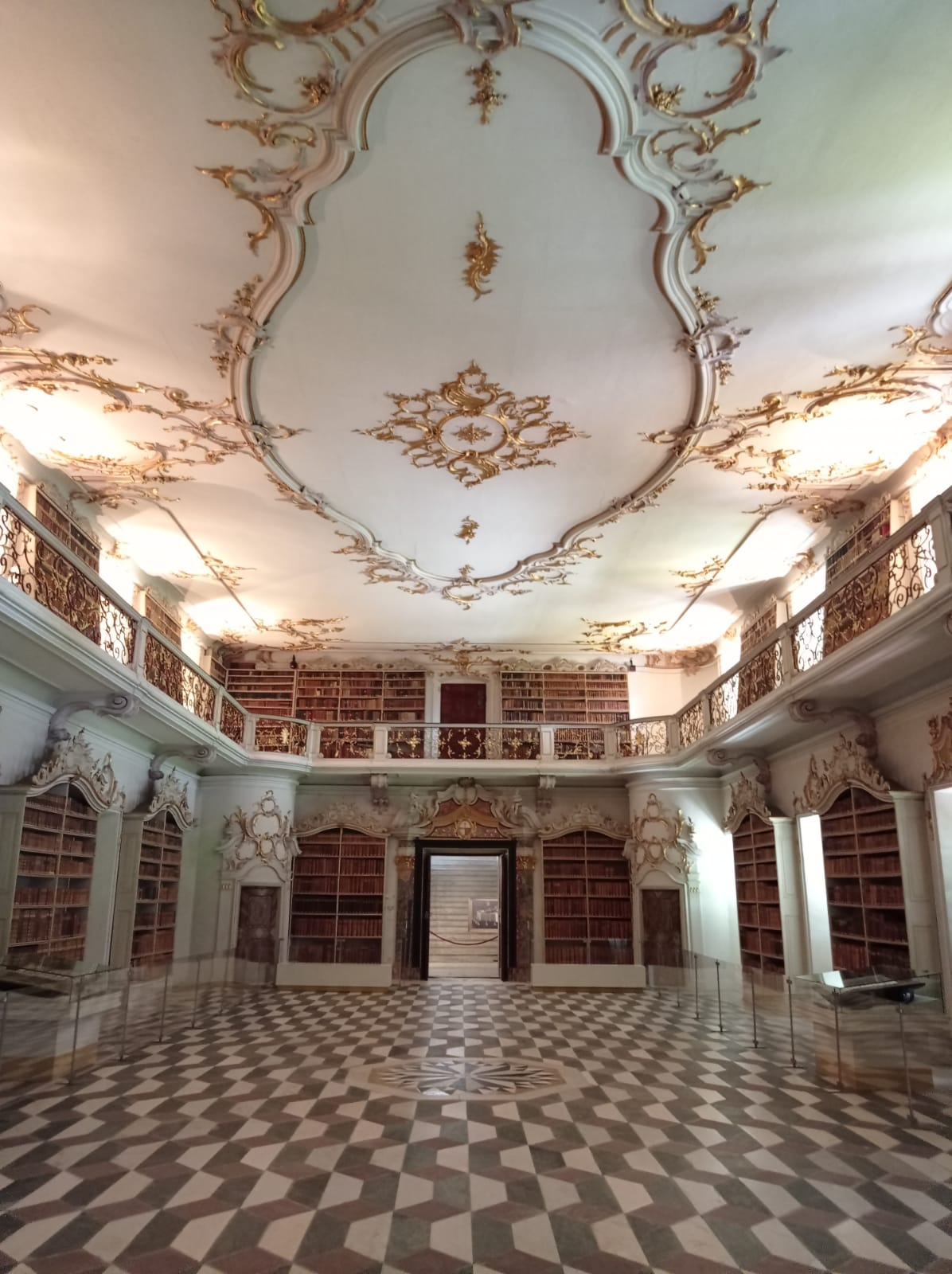
Una sala della biblioteca

L'importante biblioteca occupa due piani del monastero, dove sono conservati circa 65.000 volumi a stampa, soprattutto opere scientifiche e teologiche, divisi in 43 argomenti, oltre a manoscritti e codici miniati. La biblioteca possiede il più piccolo manoscritto del mondo.
La sala principale della biblioteca, capolavoro del Rococò altoatesino, è stata realizzata da Antonio Giuseppe Sartori nel 1773. Quest'ultimo aveva iniziato la sua collaborazione con gli agostiniani di Novacella già nel 1744. Opera sua sono anche gli altari di Sant'Agostino e Sant'Anna nel presbiterio della basilica.
Con la soppressione dell'Abbazia decisa dal governo bavarese nel 1807 molte opere furono confiscate e andarono disperse o trasferite in Baviera. Parte di esse furono riscattate dal governo italiano dopo la prima guerra mondiale e restituite all'Abbazia, un'altra cospicua parte viene conservata alla Biblioteca Universitaria di Innsbruck

### Castello dell'Angelo

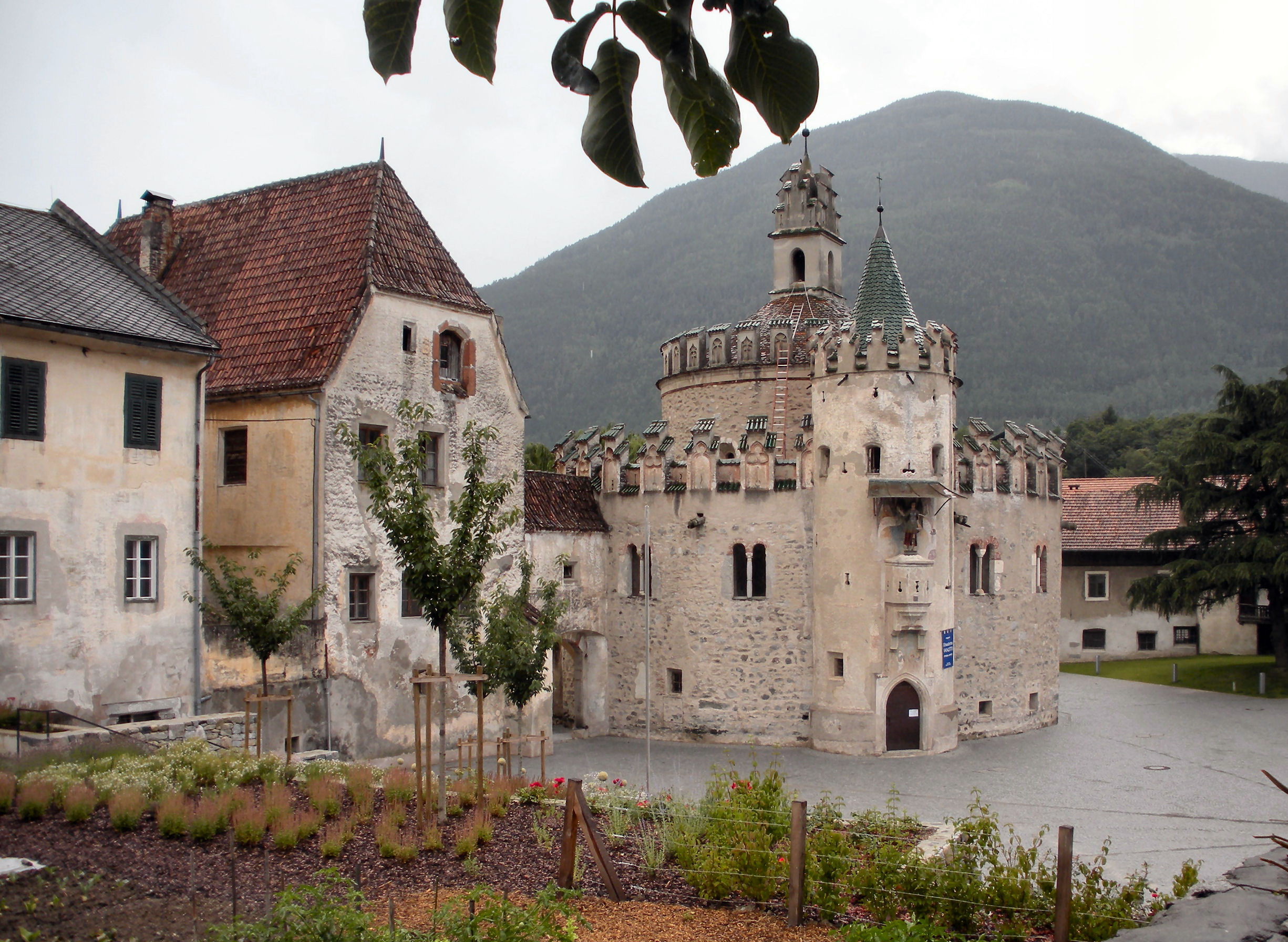
Il Castello dell'Angelo a Novacella

Il più notevole edificio è la cappella di San Michele, detta "Castello dell'Angelo" (Engelsburg), una rotonda di epoca romanica, rimaneggiata nel coronamento ma sostanzialmente ben conservata. Edifici di questo tipo erano frequenti sulle rotte dei pellegrinaggi, richiamandosi sia ai grandi edifici romani sia alla rotonda del Santo Sepolcro di Gerusalemme. In questo caso è probabile anche una identificazione col celebre e quasi omonimo importante monumento romano.

## Produzione vinicola
L'abbazia produce e commercializza vini bianchi secondo la tradizione enologica altoatesina, in particolare della Valle Isarco, e questo contribuisce a garantire l'indipendenza economica del complesso.
L'uva proviene dai vigneti vicini e la vinificazione permette di ottenere pregiati vini DOC. Tra i più rinomati vi sono il Sylvaner e il Gewürztraminer.
Linea classica
- Omnes Dies
- Alto Adige Valle Isarco Kerner
- Alto Adige Valle Isarco Sylvaner
- Alto Adige Valle Isarco Müller-Thurgau
- Alto Adige Valle Isarco Pinot Grigio
- Alto Adige Valle Isarco Traminer aromatico

Linea Praepositus
- Alto Adige Valle Isarco Kerner
- Alto Adige Valle Isarco Sylvaner
- Alto Adige Valle Isarco Müller-Thurgau
- Alto Adige Valle Isarco Pinot Grigio
- Alto Adige Valle Isarco Traminer aromatico